# جزيرة ماتاهاري
جزيرة ماتاهاري وهي جزيرة من جزر إندونيسيا، وتقع في إقليم جاكارتا، في بولاو سيريبو ضمن شمال الجزر الألف.